# Saison 2010-2011 de l'Aston Villa FC
Maillots
Chronologie
Saison précédente Saison suivante
La saison 2010-2011 du Aston Villa est la 23e saison consécutive du club dans l'élite. Pour cette saison, en plus de jouer en Premier League, Aston Villa participe aux deux coupes nationales que sont la FA Cup et la Carling Cup.

## Transferts

### Mercato d'été
| Type                   | Date             | Prix    | Joueur             | Ancien/Nouveau club       |
| Échange                | 18 août 2010     | 8M£     | Stephen Ireland    | Manchester City (D1)      |
| Fin de contrat         | Mi-novembre 2010 | Gratuit | Robert Pirès       | Villarreal (D1)           |
| Résiliation de contrat | 1er juillet 2010 | -       | Wilfred Bouma      | PSV Eindhoven (D1)        |
| Transfert              | 1er juillet 2010 | Gratuit | Marlon Harewood    | Blackpool FC (D1)         |
| Transfert              | 1er juillet 2010 | Gratuit | Stephen O'Halloran | Coventry City (D2)        |
| Transfert              | 9 août 2010      | -       | Nicky Shorey       | West Bromwich Albion (D1) |
| Échange                | 18 août 2010     | 28M£    | James Milner       | Manchester City (D1)      |

## Classement final de la saison

### Premier League
| Rang | Équipe            | Pts | J  | G  | N  | P  | Bp | Bc | Diff |
| ---- | ----------------- | --- | -- | -- | -- | -- | -- | -- | ---- |
| 1    | Manchester United | 80  | 38 | 23 | 11 | 4  | 78 | 37 | +41  |
| 2    | Chelsea T         | 71  | 38 | 21 | 8  | 9  | 69 | 33 | +36  |
| 3    | Manchester City C | 71  | 38 | 21 | 8  | 9  | 60 | 33 | +27  |
| 4    | Arsenal           | 68  | 38 | 19 | 11 | 8  | 72 | 43 | +29  |
| 5    | Tottenham         | 62  | 38 | 16 | 14 | 8  | 55 | 46 | +9   |
| 6    | Liverpool         | 58  | 38 | 17 | 7  | 14 | 59 | 44 | +15  |
| 7    | Everton FC        | 43  | 35 | 11 | 10 | 14 | 51 | 65 | -14  |
| 8    | Fulham            | 41  | 35 | 10 | 11 | 14 | 49 | 51 | -2   |
| 9    | Aston Villa       | 41  | 35 | 10 | 11 | 14 | 44 | 57 | -13  |
| 10   | Sunderland        | 41  | 35 | 10 | 11 | 14 | 39 | 52 | -13  |
| 11   | West Bromwich (P) | 39  | 35 | 8  | 15 | 12 | 35 | 52 | -17  |
| 12   | Newcastle (P)     | 46  | 38 | 11 | 13 | 14 | 56 | 57 | -1   |
| 13   | Stoke City        | 46  | 38 | 13 | 7  | 18 | 46 | 48 | -2   |
| 14   | Bolton            | 46  | 38 | 12 | 10 | 16 | 52 | 56 | -4   |
| 15   | Blackburn         | 43  | 38 | 11 | 10 | 17 | 46 | 59 | -13  |
| 16   | Wigan Athletic    | 42  | 38 | 9  | 15 | 14 | 40 | 61 | -21  |
| 17   | Wolverhampton     | 40  | 38 | 11 | 7  | 20 | 46 | 66 | -20  |
| 18   | Birmingham City L | 39  | 38 | 8  | 15 | 15 | 37 | 58 | -21  |
| 19   | Blackpool P       | 39  | 38 | 10 | 9  | 19 | 55 | 78 | -23  |
| 20   | West Ham          | 33  | 38 | 7  | 12 | 19 | 43 | 70 | -27  |

| Légende : Qualifications et relégations | Légende : Qualifications et relégations |
| --------------------------------------- | --- |
|                                         | Ligue des Champions 2011-2012 (Phase de groupes) |
|                                         | Ligue des Champions 2011-2012 (Tour de barrages pour non-champions) |
|                                         | Ligue Europa 2011-2012 (Tour de barrages) |
|                                         | Ligue Europa 2011-2012 (3e tour de qualification) |
|                                         | Ligue Europa 2011-2012 (1er tour de qualification, qualification grâce au fair-play) |
|                                         | Relégation en FL Championship |
|                                         | (T) : Tenant du titre 2009-2010 (C) : Vainqueur de la FA Cup (L) : Vainqueur de la Carling Cup et qualifié pour le tour de barrages de la Ligue Europa 2011-2012 (P) : Promus en 2009-2010 |